# Eumeralla River
Eumeralla River är ett vattendrag i Australien. Det ligger i delstaten Victoria, omkring 260 kilometer väster om delstatshuvudstaden Melbourne. Eumeralla River ligger vid sjön Lake Yambuk.
Runt Eumeralla River är det mycket glesbefolkat, med 7 invånare per kvadratkilometer. Genomsnittlig årsnederbörd är 931 millimeter. Den regnigaste månaden är juni, med i genomsnitt 129 mm nederbörd, och den torraste är februari, med 22 mm nederbörd.